# Santa-Giustina-Talsperre
Die Santa-Giustina-Talsperre im Val di Non im Trentino in Italien staut den Noce zum Santa-Giustina-See (Lago di Santa Giustina) auf. Die Bogenstaumauer wurde von 1946 bis 1950 gebaut und 1951 eingeweiht. Bei ihrem Bau war sie mit einer Gesamthöhe von 152,50 Metern die höchste Talsperre Europas; sie gehört auch heute noch zu den großen Talsperren der Erde.
Die Talsperre wurde zum Zwecke der Energiegewinnung gebaut. Der planende Ingenieur war Claudio Marcello. Sie gehörte dem Energiekonzern Edison S.p.A und ging 2008 an die Dolomiti Edison Energy srl. über, einer von Edison und dem Mehrheitseigentümer Dolomiti Energia Spa. betriebenen Gesellschaft.
Der Speicherraum des Stausees ist insgesamt 182,81 Millionen Kubikmeter groß, wovon 171,67 Mio. m³ der nutzbare Speicherraum sind.